# Club de Remo Ur Joko

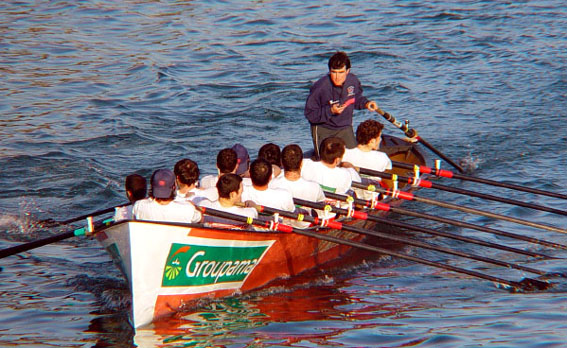
Trainera del club Ur Joko de San Juan de Luz (Pirineos Atlánticos).

El Club de Remo Ur Joko es un club deportivo francés con sede en San Juan de Luz que ha disputado regatas en banco móvil, así como en todas las categorías y modalidades de banco fijo, bateles, trainerillas y traineras desde su fundación en 1911. Su color distintivo es el rojo, y el nombre de su trainera es Ipar Haizea. Es el club organizador de la Bandera de San Juan de Luz.

## Historia
El club nació en 1911, principalmente dedicado al banco móvil. Una década más tarde surgió la sección dedicada al banco fijo, participando desde entonces en las competiciones y campeonatos de Guipúzcoa.
En 1990 disputó su primera regata de traineras, pero solo lo hizo en competiciones puntuales en Francia hasta 1996. Ese año se le dio el impulso definitivo a la sección de la trainera, con la adquisición de una embarcación nueva, la Ipar Haizea. Siguió compitiendo continuadamente hasta el año 2003. En 2005 y 2006 sacó trainera en competiciones puntuales con el nombre del club, ya que se fusionó con San Juan para sacar una trainera conjunta.
En 2017 se unió a Ibaialde de Anglet, a Aviron Bayonnais y a la Societé Nautique de Baiona para fundar un nuevo club, el Club de Remo Lapurdi. Comenzaron a disputar la liga ARC en su segunda categoría, y terminaron como ganadores tras obtener 248 puntos, nueve puntos más que su inmediato seguidor San Juan B. Obtuvieron 12 banderas, y en 2018 disputarán la ARC-1.